# Alta Vàrdzia

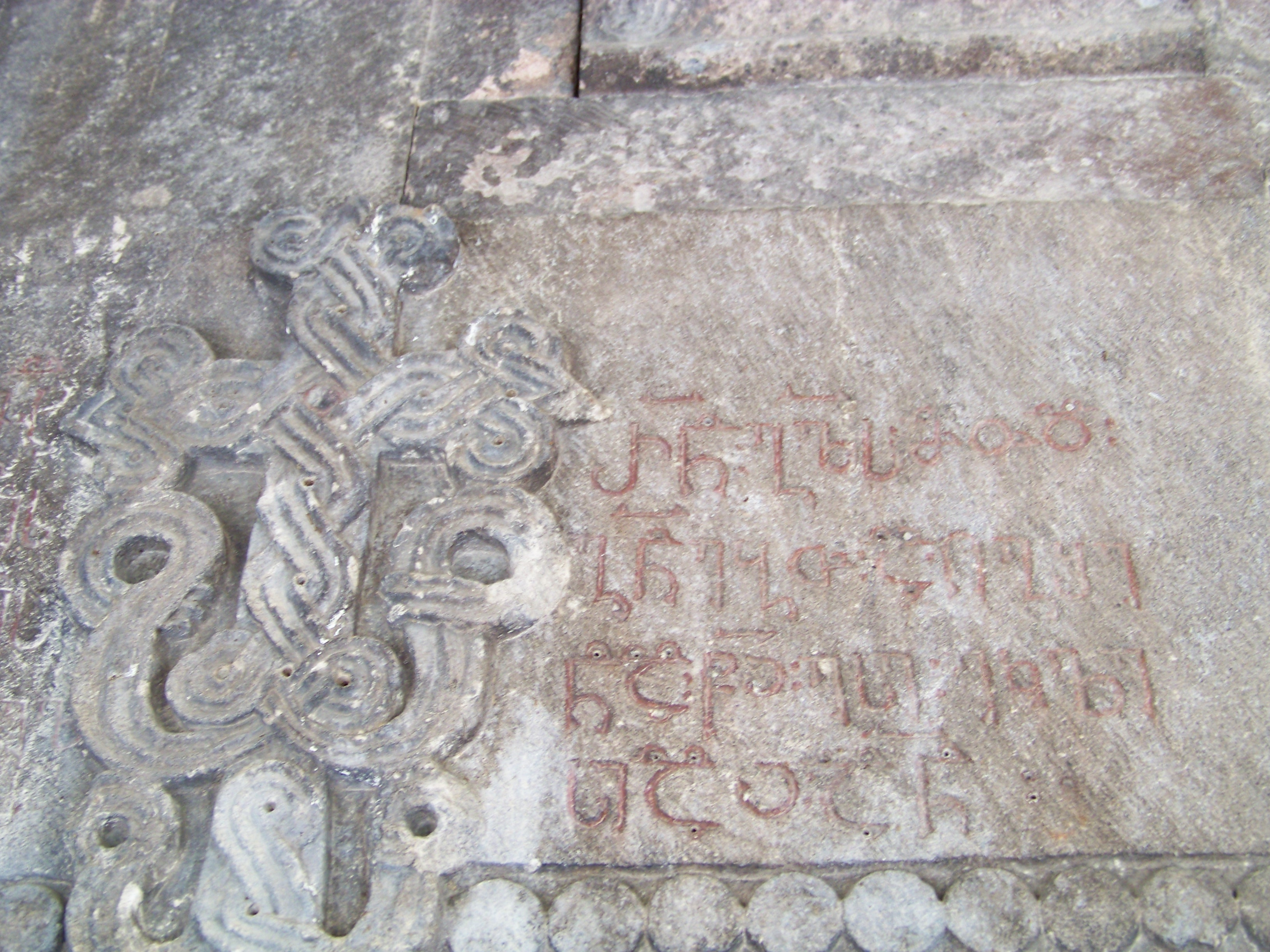
Inscripció en la pedra del mur de l'església

L'Alta Vàrdzia (en georgià: ზედა ვარძია, literalment, 'Vàrdzia superior'), és una església ortodoxa georgiana del segle xi, dedicada a Theotokos, situada al municipi d'Aspindza, a la regió sud de Samtskhé, Geòrgia. L'església està situada a 3 km al nord-oest del monestir de Vàrdzia, el complex medieval excavat en la roca. L'església està inscrita en la llista dels Monuments Culturals destacats de Geòrgia.

## Història
L'església de l'Alta Vàrdzia va ser construïda en el segle xi. Una inscripció en la pedra del mur del soterrani esmenta «Liparit, eristavt-eristavi», probablement amb referència a Liparit IV, duc de Kldekari (que va morir prop del 1060). Va ser la llar d'una comunitat monàstica traslladada a un complex nou i molt més gran de monestirs excavats en la roca de Vàrdzia durant el regnat de Jordi III de Geòrgia (r. 1156-1184).
Després de la conquesta otomana de Meskhètia al segle xvi, la província on es trobava l'Alta Vàrdzia, el monestir va quedar desert i l'edifici de l'església es va esfondrar. L'església va atreure l'atenció acadèmica gràcies a l'estudiant francès d'antiguitats caucàsiques, Marie-Félicité Brosset, que va visitar l'àrea des de 1847 fins a 1848. Al 1875, l'erudit georgià Dimitri Bakradze va informar que l'Alta Vàrdzia havia estat utilitzada pels kurds establerts localment com a estable. Posteriorment, sota domini soviètic, l'edifici va ser restaurat, de 1975 a 1978, pels arquitectes R. Gverdtsiteli i T. Nemsadze. Al 1997, l'església va ser tornada a l'ús cristià, i va tornar a ser habitada per una comunitat de monges.

## Arquitectura

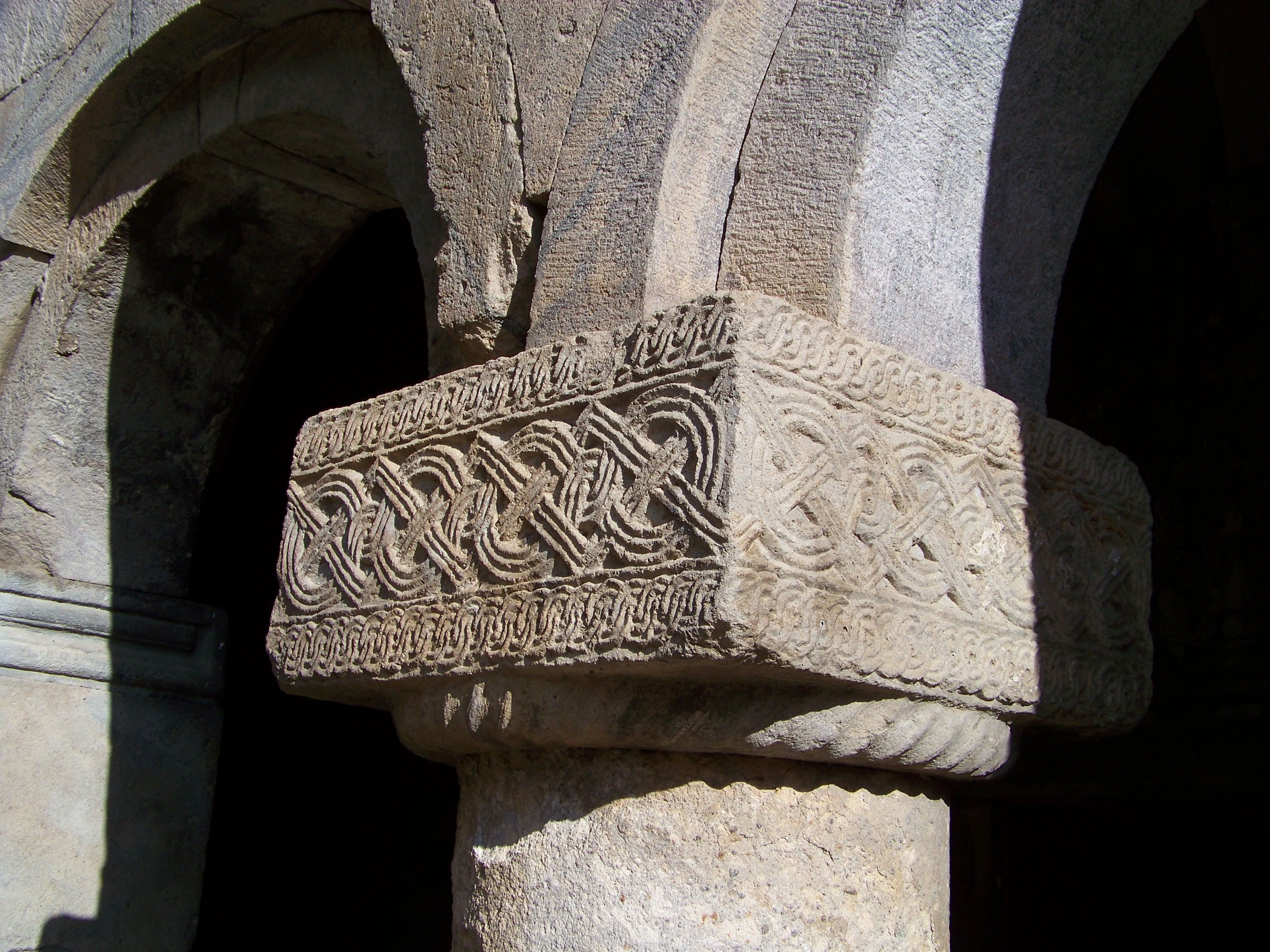
Detall de la decoració d'una columna de l'estoa

L'església de l'Altaa Vàrdzia està construïda sobre una superfície rocosa aplanada artificialment al barranc superior del complex de l'Alta Vàrdzia. És un disseny de dues naus, amb una estoa oberta de tres arcs unida al sud. L'extensió occidental és una addició posterior. L'edifici va ser construït amb blocs de tuf volcànica rectangulars. La nau principal és més alta i més gran que el seu contrapart nord i acaba en un absis profund. Les dues naus estan connectades per arcs descansats sobre dos pilars. L'interior una vegada va estar pintat amb pintura al fresc, però en la seva majoria s'ha esvaït o ha estat esborrada.
Ambdues naus, cobertes amb un sostre inclinat, estan ricament decorades a l'exterior. Sobre l'entrada hi ha una inscripció georgiana estilitzada, en l'escriptura medieval asomtavruli, que fa menció del fundador Apridon, un important dignatari del segle XII. En una roca propera hi ha una sèrie d'habitatges en coves per a monjos.